# Хардивил (Јужна Каролина)
Хардивил (енгл. Hardeeville) град је у америчкој савезној држави Јужна Каролина.

## Демографија
По попису из 2010. године број становника је 2.952, што је 1.159 (64,6%) становника више него 2000. године.
| Група             | 2000.       | 2010.         |
| Белци             | 681 (38,0%) | 976 (33,1%)   |
| Афроамериканци    | 732 (40,8%) | 1.024 (34,7%) |
| Азијати           | 14 (0,8%)   | 58 (2,0%)     |
| Хиспаноамериканци | 348 (19,4%) | 839 (28,4%)   |
| Укупно            | 1.793       | 2.952         |